# Хатушилиш II
Хатушилиш II је назив за личност која је по неким изворима била хетитски краљ из 14. века п. н. е. 

## Владавина
Претходни владар, Арнуванда, је према доњој хронологији умро око 1355. године п. н. е. Међутим, овај период хетитске историје није иза себе оставио много сведочанстава. Само постојање Хатушилиша је оспорено. Спомиње се у споразуму Муваталија II и Талми-Шаруме, владара Алепа. Међутим, могуће је да се мислило на владара Хатушилиша I. 

## Владари Новог хетитског краљевства
| Владар                                | Владавина              | Догађај                                        |
| ------------------------------------- | ---------------------- | ---------------------------------------------- |
| Тудхалија I                           | 15. век п. н. е.       | могуће унук Зиданте II                         |
| Арнуванда I                           |                        | зет Тудхалија I                                |
| Хатушилиш II                          |                        | постојање и владавина овог владара су оспорени |
| Тудхалија II                          | 1360? – 1344. п. н. е. | син Арнуванде                                  |
| Тудхалија III "Млађи"                 |                        | Син Тудхалија II                               |
| Шупилулијума I                        | 1344–1322. п. н. е.    | Син Тудхалија II                               |
| Арнуванда II                          | 1322–1321. п. н. е.    | Син Шупилулијуме                               |
| Муришилиш II                          | 1321–1295. п. н. е.    | Син Шупилулијуме                               |
| Муватали II                           | 1295–1272. п. н. е.    | Битка код Кадеша                               |
| Муришилиш III познат и као Урши-Тешуб | 1272–1267. п. н. е.    | Син Муваталија II                              |
| Хатушилиш III                         | 1267–1237. п. н. е.    | мировни уговор са Египтом                      |
| Тудхалија IV                          | 1237–1209. п. н. е.    | битка код Нихрије                              |
| Курунта                               | 1228–1227. п. н. е.    | Син Муваталија II                              |
| Арнуванда III                         | 1209–1207. п. н. е.    | Син Тудхалија IV                               |
| Шупилулијума II                       | 1207–1178. п. н. е.    | Син Тудхалија IV; пад Хатуше                   |